# كحول سام
كحول سام هي مجموعة من أنواع الكحول، والذي يشمل: ميثانول، وإيثيلين غليكول، وبروبيلين غليكول، وإيزوبروبانول. يُمنَع شرب هذه الأنواع من الكحول، وإن قُورِنت بالايثانول، فهو يُستخدَم عادةً كاستخدام استجماميّ للترفيه، وهو أيضًا مشروب كحوليّ.